# Покривач, Никола
Ни́кола По́кривач (хорв. Nikola Pokrivač; 26 ноября 1985[…], Чаковец, Югославия — 18 апреля 2025, Карловац) — хорватский футболист, выступал за сборную своей страны, отыграв 14 матчей.

## Карьера

### Клубная
Заниматься футболом начал в родном городе Чаковец, в одноимённом клубе, позже перешёл в футбольную школу «Вартекса» из соседнего Вараждина, в котором в 2004 году и начал профессиональную карьеру. В составе «Вартекса» дебютировал 7 августа 2004 года, участвовал вместе с ним в Кубке Интертото в 2005 году и в квалификационном раунде Кубка УЕФА в 2006 году. В начале 2007 года перешёл в загребское «Динамо», в составе которого в том же году выиграл чемпионат и Кубок Хорватии, принял участие в квалификационном раунде Лиги чемпионов и в групповом этапе Кубка УЕФА. 30 января 2008 года перешёл в «Монако», в составе которого дебютировал 23 февраля того же года в матче против «Пари Сен-Жермен».
24 августа 2009 года подписал трёхлетний контракт с австрийским клубом «Ред Булл» из Зальцбурга. 16 августа 2011 года вернулся в загребское «Динамо». В течение зимнего трансферного окна сезона 2012/13 Покривач был арендован «Интер Запрешич». 7 июня 2013 года он подписал двухлетний контракт с «Риекой». 6 июня 2014 года прибудет в расположение карагандинского «Шахтёра» для подписания контракта с казахским клубом.
В августе 2015 года врачи диагностировали у Покривача «лимфому Ходжкина». Чтобы победить онкологическое заболевание, донором стволовых клеток выступила его мать.

### В сборной
С 2001 года выступал за юношеские и молодёжные сборные, а 5 мая 2008 года был впервые вызван в состав главной национальной сборной Хорватии, в которой дебютировал 24 мая 2008 года в состоявшемся в Риеке товарищеском матче со сборной Молдавии. Участник чемпионата Европы 2008 года.

### Болезнь
С 2015 года успешно боролся с онкологией – ему диагностировали лимфому Ходжкина.

### Гибель
Вечером 18 апреля 2025 года Покривач погиб в дорожно-транспортном происшествии в Карловаце с участием четырёх автомобилей, в результате которого также погиб ещё один человек, а ещё трое были госпитализированы с серьёзными травмами.
23 апреля 2025 года в посёлке Святой Мартин на Муре состоялась церемония прощания с футболистом.

## Достижения
«Динамо» (Загреб)
- Чемпион Хорватии (2): 2006/07, 2011/12
- Обладатель Кубка Хорватии (2): 2006/07, 2011/12

«Ред Булл» (Зальцбург)
- Чемпион Австрии (1): 2009/10

«Риека»
- Серебряный призёр чемпионата Хорватии (1): 2013/14
- Обладатель Кубка Хорватии (1): 2013/14

## Статистика
| Клуб               | Сезон            | Лига             | Лига  | Лига | Кубки  | Кубки | Кубки | Конт.турниры | Конт.турниры | Конт.турниры | Прочие | Прочие | Прочие | Всего | Всего |
| Клуб               | Сезон            | Сорев.           | Матчи | Голы | Сорев. | Матчи | Голы  | Сорев.       | Матчи        | Голы         | Сорев. | Матчи  | Голы   | Матчи | Голы  |
| ------------------ | ---------------- | ---------------- | ----- | ---- | ------ | ----- | ----- | ------------ | ------------ | ------------ | ------ | ------ | ------ | ----- | ----- |
| Динамо (Загреб)    | 2012/13          | ЧХ               | 4     | 0    | КХ     | 0     | 0     | ЛЧ           | 1            | 0            | -      | -      | -      | 5     | 0     |
| Динамо (Загреб)    | Всего            | Всего            | 4     | 0    |        | 0     | 0     |              | 1            | 0            |        | -      | -      | 5     | 0     |
| Интер (Запрешич)   | 2012/13          | ЧХ               | 12    | 0    | КХ     | 0     | 0     | -            | -            | -            | -      | -      | -      | 12    | 0     |
| Интер (Запрешич)   | Всего            | Всего            | 12    | 0    |        | 0     | 0     |              | -            | -            |        | -      | -      | 12    | 0     |
| Риека              | 2013/14          | ЧХ               | 16    | 2    | КХ     | 2     | 0     | ЛЕ           | 8            | 1            | -      | -      | -      | 26    | 3     |
| Риека              | Всего            | Всего            | 16    | 2    |        | 2     | 0     |              | 8            | 1            |        | -      | -      | 26    | 3     |
| Шахтёр (Караганда) | 2014             | ЧК               | 3     | 0    | КК     | 0     | 0     | ЛЕ           | 4            | 1            | СК     | 0      | 0      | 7     | 1     |
| Шахтёр (Караганда) | Всего            | Всего            | 3     | 0    |        | 0     | 0     |              | 4            | 1            |        | 0      | 0      | 7     | 1     |
| Всего за карьеру   | Всего за карьеру | Всего за карьеру | 35    | 2    |        | 2     | 0     |              | 13           | 2            |        | 0      | 0      | 50    | 4     |